# Sân bay Aurangabad
Sân bay Aurangabad hay Sân bay Chikkalthana (IATA: IXU, ICAO: VAAU) là một sân bay ở Aurangabad, bang Maharashtra, Ấn Độ.

## Các hãng hàng không và các tuyến điểm
- Air India
  - vận hành bởi Indian Airlines (Delhi, Mumbai)
- Jet Airways (Mumbai, Nagpur)
  - vận hành bởi Jet Lite (Delhi)
- Kingfisher Airlines (Udaipur, Jaipur)
  - vận hành bởi Air Deccan (Mumbai)